# World Games 2013/Tanzen
Bei den World Games 2013 in Cali fanden vom 27. bis 28. Juli im Tanzen drei Wettbewerbe statt.

## Wettbewerbe und Zeitplan
| Wettbewerbe  | Juli | Juli |
| Paar         | 27.  | 28.  |
| ------------ | ---- | ---- |
| Standard     |      |      |
| Latein Tänze |      |      |
| Salsa        |      |      |

|  | Qualifikation |  | Finale |

## Ergebnisse

### Latein

#### Endplatzierung
| Platz | Nation              | Namen                                             |
| ----- | ------------------- | ------------------------------------------------- |
| 1     | Moldau              | Anna Matus / Gabriele Goffredo                    |
| 2     | Russland            | Timur Imametdinov / Ekaterina Nikolaeva           |
| 3     | Frankreich          | Elena Salikhova / Charles-Guillaume Schmitt       |
| 4     | Deutschland         | Sergey Tatarenko / Viktoria Tatarenko             |
| 5     | Spanien             | Rosa Carne / Pascual Iniesta                      |
| 6     | Lettland            | Marts Smolko / Viktorija Puhovika                 |
| 7     | Österreich          | Zufar Zaripov / Anna Ludwig                       |
| 8     | Italien             | Saverio Loria / Zeudi Zanetti                     |
| 9     | Polen               | Krystian Radziejowski / Sylwia Maczek             |
| 10    | Ukraine             | Artem Lazarev / Kateryna Isakovych                |
| 11    | Tschechien          | Filip Karasek / Sabina Karaskova                  |
| 12    | Israel              | Shimriel Davidov / Olga Tchoupilov                |
| 13    | Kanada              | Alon Gilin / Anastasia Trutneva                   |
| 14    | Japan               | Yumiya Kubota / Rara Kubota                       |
| 15    | Südkorea            | Jang Se Jin / Lee Hae In                          |
| 16    | Australien          | Laurence-Robert Moldavsky / Nicole Prosser        |
| 17    | Vereinigte Staaten  | Edward Golbert / Maryann Krasko                   |
| 18    | Slowakei            | Dominika Feketová / Tomáš Tanka                   |
| 19    | Portugal            | João Costa Martins / Sara Geadas Meireles         |
| 20    | Ecuador             | Daniel Camacho Abril / Carolina Perez Luna        |
| 21    | Chile               | William Orrock / Paulina Navarro                  |
| 22    | Kolumbien           | Giovanny Londono Pasichana / Maria Brinez Bonilla |
| 23    | Mexiko              | Erick Vazquez Moreno / Dulce Chilado Ortiz        |
| 24    | Trinidad und Tobago | Joseph Lewis / Carlene Michele Crichlow           |

### Salsa

#### 1. Runde
| Land                | Namen                                                 |
| ------------------- | ----------------------------------------------------- |
| Kolumbien           | Jefferson Benjumea / Adriana Avila                    |
| Italien             | Antonio Berardi / Jasmina Berardi                     |
| Spanien             | Angel Llao Gervasio / Laura Moreno Jimenez            |
| Tschechien          | Michaela Gatěková / Jakub Mazůch                      |
| Russland            | Eugenii Lisunov / Kristina Lisunova                   |
| Österreich          | Thomas Kurz / Olivia Birsak                           |
| Ukraine             | Oleksii Bazela / Yiliya Katana                        |
| Frankreich          | Alexia Villemagne / Jordan Mouillerac                 |
| Schweiz             | Simona Attanasio und Lukas Eichmann                   |
| Trinidad und Tobago | Lester Marin / Tracey Savary                          |
| Slowakei            | Jozef Harangozo / Silvia Hodosiova                    |
| Vereinigte Staaten  | Christina Tully / Anthony Tineo                       |
| Mexiko              | Jorge Cerritos Diaz / Karen Lazo Rosey                |
| Deutschland         | Periklis Kalaitzis / Maria Kalaitzi                   |
| Chile               | Javier Ramirez Grajales / Valeria Navarrete Riderelli |
| Japan               | Komaru Isao / Yogo Mari                               |
| Ecuador             | Jose Luis Delgado / Yurani Arboleda                   |
| Kasachstan          | Elmuratov Bolat / Kutsaya Yuliya                      |

|  | Qualifikation für das Halbfinale |

#### Redance
| Land                | Namen                                                 |
| ------------------- | ----------------------------------------------------- |
| Österreich          | Thomas Kurz / Olivia Birsak                           |
| Ukraine             | Oleksii Bazela / Yiliya Katana                        |
| Frankreich          | Alexia Villemagne / Jordan Mouillerac                 |
| Schweiz             | Simona Attanasio und Lukas Eichmann                   |
| Slowakei            | Jozef Harangozo / Silvia Hodosiova                    |
| Mexiko              | Jorge Cerritos Diaz / Karen Lazo Rosey                |
| Deutschland         | Periklis Kalaitzis / Maria Kalaitzi                   |
| Chile               | Javier Ramirez Grajales / Valeria Navarrete Riderelli |
| Kasachstan          | Elmuratov Bolat / Kutsaya Yuliya                      |
| Trinidad und Tobago | Lester Marin / Tracey Savary                          |
| Vereinigte Staaten  | Christina Tully / Anthony Tineo                       |
| Japan               | Komaru Isao / Yogo Mari                               |
| Ecuador             | Jose Luis Delgado / Yurani Arboleda                   |

|  | Qualifikation für das Halbfinale |

#### Halbfinale
| Land        | Namen                                                 |
| ----------- | ----------------------------------------------------- |
| Kolumbien   | Jefferson Benjumea / Adriana Avila                    |
| Italien     | Antonio Berardi / Jasmina Berardi                     |
| Spanien     | Angel Llao Gervasio / Laura Moreno Jimenez            |
| Mexiko      | Jorge Cerritos Diaz / Karen Lazo Rosey                |
| Tschechien  | Michaela Gatěková / Jakub Mazůch                      |
| Russland    | Eugenii Lisunov / Kristina Lisunova                   |
| Ukraine     | Oleksii Bazela / Yiliya Katana                        |
| Chile       | Javier Ramirez Grajales / Valeria Navarrete Riderelli |
| Schweiz     | Simona Attanasio und Lukas Eichmann                   |
| Slowakei    | Jozef Harangozo / Silvia Hodosiova                    |
| Frankreich  | Alexia Villemagne / Jordan Mouillerac                 |
| Österreich  | Thomas Kurz / Olivia Birsak                           |
| Deutschland | Periklis Kalaitzis / Maria Kalaitzi                   |
| Kasachstan  | Elmuratov Bolat / Kutsaya Yuliya                      |

|  | Qualifikation für das Finale |

#### Finale
| Platz | Land       | Namen                                      | Punkte |
| ----- | ---------- | ------------------------------------------ | ------ |
| 1     | Kolumbien  | Jefferson Benjumea / Adriana Avila         | 39,40  |
| 2     | Tschechien | Michaela Gatěková / Jakub Mazůch           | 37,00  |
| 3     | Italien    | Antonio Berardi / Jasmina Berardi          | 36,10  |
| 4     | Russland   | Eugenii Lisunov / Kristina Lisunova        | 33,80  |
| 5     | Spanien    | Angel Llao Gervasio / Laura Moreno Jimenez | 32,30  |
| 6     | Mexiko     | Jorge Cerritos Diaz / Karen Lazo Rosey     | 30,60  |

### Standard

#### 1. Runde
| Land                | Namen                                          | Walzer | Walzer | Tango  | Tango | Wiener Walzer | Wiener Walzer | Slow Foxtrot | Slow Foxtrot | Quickstep | Quickstep |
| Land                | Namen                                          | Punkte | Rang   | Punkte | Rang  | Punkte        | Rang          | Punkte       | Rang         | Punkte    | Rang      |
| ------------------- | ---------------------------------------------- | ------ | ------ | ------ | ----- | ------------- | ------------- | ------------ | ------------ | --------- | --------- |
| Deutschland         | Benedetto Ferruggia / Claudia Köhler           | 36,50  | 1      | 37,20  | 1     | 36,90         | 1             | 37,80        | 1            | 37,50     | 1         |
| Russland            | Sergey Konovaltsev / Olga Konovaltseva         | 36,20  | 2      | 36,20  | 2     | 35,90         | 2             | 36,60        | 2            | 37,10     | 2         |
| Italien             | Rosario Guerra / Grazia Benincasa              | 35,20  | 3      | 33,90  | 3     | 35,50         | 3             | 35,40        | 3            | 35,60     | 3         |
| Polen               | Andrzej Sadecki / Karina Nawrot                | 34,10  | 4      | 33,80  | 5     | 34,10         | 5             | 32,60        | 8            | 33,00     | 6         |
| Litauen             | Donatas Vezelis / Lina Chatkeviciute           | 33,50  | 5      | 33,90  | 3     | 34,60         | 4             | 34,60        | 4            | 33,80     | 4         |
| Bulgarien           | Salvatore Todaro / Violeta Yankova Yaneva      | 33,10  | 6      | 32,80  | 7     | 33,20         | 6             | 33,60        | 5            | 33,60     | 5         |
| Tschechien          | Martin Dvořák / Zuzana Šilhánová               | 32,50  | 7      | 33,10  | 6     | 33,00         | 7             | 32,10        | 11           | 31,10     | 11        |
| Israel              | Francesco Paris / Natalia Driker               | 32,40  | 8      | 32,50  | 9     | 31,80         | 12            | 33,50        | 6            | 32,80     | 8         |
| Ungarn              | László Csaba / Páli Viktória                   | 32,40  | 8      | 32,60  | 8     | 32,40         | 8             | 33,00        | 7            | 30,90     | 12        |
| Lettland            | Andrejs Rogovenko / Anna Vorončuka             | 32,40  | 8      | 31,90  | 12    | 32,40         | 8             | 32,40        | 10           | 32,40     | 10        |
| Slowakei            | Ľubomír Mick / Adriána Dindofferová            | 32,10  | 11     | 32,00  | 10    | 31,20         | 13            | 31,10        | 13           | 30,40     | 14        |
| Kanada              | Patrick Rucinski / Ella Nusenbaum              | 31,80  | 12     | 31,50  | 13    | 32,10         | 10            | 32,10        | 11           | 32,60     | 9         |
| Ukraine             | Volodymyr Lyatov / Veronika Myshko             | 31,60  | 13     | 32,00  | 10    | 32,10         | 10            | 32,60        | 8            | 33,00     | 6         |
| Frankreich          | Alexis Bergeon / Johanna Rivier                | 31,10  | 14     | 31,20  | 14    | 30,80         | 14            | 30,40        | 14           | 30,50     | 13        |
| Japan               | Masayuki Ishihara / Saori Ito                  | 30,60  | 15     | 30,20  | 15    | 29,90         | 15            | 29,90        | 15           | 30,00     | 15        |
| Südkorea            | Park Seong Woo / Jo Su Bin                     | 29,50  | 16     | 27,90  | 16    | 29,10         | 16            | 28,80        | 16           | 29,20     | 16        |
| Vereinigte Staaten  | Yuriy Nartov / Yuliya Blagova                  | 28,90  | 17     | 27,10  | 17    | 27,90         | 17            | 28,40        | 17           | 28,90     | 17        |
| Portugal            | Sergio Correia da Costa / Ana Gomes de Almeida | 26,50  | 18     | 25,80  | 18    | 25,80         | 18            | 25,40        | 18           | 25,50     | 18        |
| Ecuador             | Christopher Mejía / Camila Arboleda            | 20,40  | 19     | 20,00  | 19    | 20,10         | 19            | 20,20        | 19           | 18,50     | 19        |
| Chile               | Leonardo Fuentes Vergara / Viviana Diaz Muñoz  | 16,80  | 20     | 16,60  | 21    | 17,80         | 20            | 16,60        | 20           | 17,90     | 20        |
| Mexiko              | David Castanon Perea / Dulce Osorno Llanos     | 15,40  | 21     | 18,00  | 20    | 17,10         | 21            | 16,10        | 21           | 17,20     | 21        |
| Trinidad und Tobago | Kaichou Gosine / Natasha Thomas                | 14,50  | 22     | 12,10  | 23    | 12,80         | 22            | 13,20        | 23           | 12,50     | 23        |
| Kolumbien           | Cesar Villan Pescador / Emely Vaca Rodriguez   | 12,60  | 23     | 12,40  | 22    | 13,10         | 23            | 14,00        | 22           | 12,60     | 22        |

|  | Qualifikation für das Viertelfinale |

#### Viertelfinale
| Land               | Namen                                          | Walzer | Walzer | Tango  | Tango | Wiener Walzer | Wiener Walzer | Slow Foxtrot | Slow Foxtrot | Quickstep | Quickstep |
| Land               | Namen                                          | Punkte | Rang   | Punkte | Rang  | Punkte        | Rang          | Punkte       | Rang         | Punkte    | Rang      |
| ------------------ | ---------------------------------------------- | ------ | ------ | ------ | ----- | ------------- | ------------- | ------------ | ------------ | --------- | --------- |
| Deutschland        | Benedetto Ferruggia / Claudia Köhler           | 37,80  | 1      | 37,10  | 1     | 37,60         | 1             | 37,10        | 1            | 36,90     | 2         |
| Russland           | Sergey Konovaltsev / Olga Konovaltseva         | 37,00  | 2      | 37,00  | 2     | 37,20         | 2             | 37,10        | 1            | 37,40     | 1         |
| Italien            | Rosario Guerra / Grazia Benincasa              | 35,50  | 3      | 34,50  | 3     | 34,80         | 3             | 35,80        | 3            | 35,20     | 3         |
| Litauen            | Donatas Vezelis / Lina Chatkeviciute           | 34,50  | 4      | 33,90  | 5     | 34,60         | 4             | 34,60        | 4            | 34,10     | 4         |
| Bulgarien          | Salvatore Todaro / Violeta Yankova Yaneva      | 33,90  | 5      | 34,40  | 4     | 33,60         | 5             | 34,40        | 5            | 33,60     | 5         |
| Polen              | Andrzej Sadecki / Karina Nawrot                | 33,20  | 6      | 33,80  | 6     | 33,50         | 6             | 33,20        | 7            | 32,40     | 8         |
| Israel             | Francesco Paris / Natalia Driker               | 33,10  | 7      | 32,10  | 10    | 32,00         | 10            | 33,20        | 7            | 33,60     | 5         |
| Tschechien         | Martin Dvořák / Zuzana Šilhánová               | 32,80  | 8      | 32,20  | 9     | 32,50         | 8             | 32,40        | 10           | 32,40     | 8         |
| Ukraine            | Volodymyr Lyatov / Veronika Myshko             | 32,80  | 8      | 32,60  | 8     | 32,50         | 8             | 32,40        | 10           | 32,00     | 10        |
| Lettland           | Andrejs Rogovenko / Anna Vorončuka             | 32,50  | 10     | 32,90  | 7     | 33,00         | 7             | 33,40        | 6            | 33,00     | 7         |
| Ungarn             | László Csaba / Páli Viktória                   | 32,10  | 11     | 31,80  | 12    | 31,80         | 11            | 32,10        | 12           | 32,00     | 10        |
| Kanada             | Patrick Rucinski / Ella Nusenbaum              | 31,50  | 13     | 31,20  | 13    | 30,90         | 12            | 32,50        | 9            | 31,80     | 12        |
| Slowakei           | Ľubomír Mick / Adriána Dindofferová            | 31,50  | 13     | 32,10  | 10    | 30,80         | 13            | 31,40        | 14           | 31,00     | 13        |
| Japan              | Masayuki Ishihara / Saori Ito                  | 31,50  | 13     | 30,40  | 14    | 30,20         | 14            | 31,60        | 13           | 30,80     | 14        |
| Frankreich         | Alexis Bergeon / Johanna Rivier                | 31,90  | 12     | 29,60  | 16    | 30,20         | 14            | 30,00        | 16           | 29,40     | 17        |
| Südkorea           | Park Seong Woo / Jo Su Bin                     | 30,00  | 16     | 29,80  | 15    | 30,00         | 16            | 30,10        | 15           | 30,10     | 15        |
| Vereinigte Staaten | Yuriy Nartov / Yuliya Blagova                  | 29,00  | 17     | 29,20  | 17    | 27,60         | 17            | 28,50        | 17           | 29,80     | 16        |
| Portugal           | Sergio Correia da Costa / Ana Gomes de Almeida | 26,90  | 18     | 27,20  | 18    | 27,40         | 18            | 27,40        | 18           | 27,40     | 18        |

|  | Qualifikation für das Halbfinale |

#### Halbfinale
| Land        | Namen                                     | Walzer | Walzer | Tango  | Tango | Wiener Walzer | Wiener Walzer | Slow Foxtrot | Slow Foxtrot | Quickstep | Quickstep |
| Land        | Namen                                     | Punkte | Rang   | Punkte | Rang  | Punkte        | Rang          | Punkte       | Rang         | Punkte    | Rang      |
| ----------- | ----------------------------------------- | ------ | ------ | ------ | ----- | ------------- | ------------- | ------------ | ------------ | --------- | --------- |
| Deutschland | Benedetto Ferruggia / Claudia Köhler      | 37,60  | 1      | 37,40  | 1     | 36,90         | 1             | 38,00        | 1            | 28,00     | 1         |
| Russland    | Sergey Konovaltsev / Olga Konovaltseva    | 37,20  | 2      | 37,00  | 2     | 36,80         | 3             | 37,20        | 2            | 28,00     | 1         |
| Italien     | Rosario Guerra / Grazia Benincasa         | 35,90  | 3      | 35,60  | 3     | 36,90         | 1             | 36,50        | 3            | 28,00     | 1         |
| Litauen     | Donatas Vezelis / Lina Chatkeviciute      | 35,60  | 4      | 34,00  | 4     | 34,00         | 5             | 34,60        | 5            | 28,00     | 1         |
| Polen       | Andrzej Sadecki / Karina Nawrot           | 34,00  | 5      | 33,90  | 6     | 35,00         | 4             | 34,10        | 6            | 28,00     | 1         |
| Bulgarien   | Salvatore Todaro / Violeta Yankova Yaneva | 33,80  | 6      | 34,00  | 4     | 33,20         | 6             | 35,00        | 4            | 28,00     | 1         |
| Lettland    | Andrejs Rogovenko / Anna Vorončuka        | 32,90  | 7      | 31,60  | 12    | 33,20         | 6             | 33,20        | 7            | 28,00     | 1         |
| Ukraine     | Volodymyr Lyatov / Veronika Myshko        | 32,80  | 8      | 32,90  | 8     | 32,20         | 9             | 33,00        | 9            | 28,00     | 1         |
| Tschechien  | Martin Dvořák / Zuzana Šilhánová          | 32,60  | 9      | 32,80  | 9     | 32,20         | 9             | 32,90        | 10           | 28,00     | 1         |
| Kanada      | Patrick Rucinski / Ella Nusenbaum         | 32,50  | 10     | 32,40  | 10    | 31,80         | 11            | 32,50        | 12           | 28,00     | 1         |
| Israel      | Francesco Paris / Natalia Driker          | 32,40  | 11     | 33,00  | 7     | 32,60         | 8             | 32,90        | 10           | 28,00     | 1         |
| Ungarn      | László Csaba / Páli Viktória              | 32,20  | 12     | 32,10  | 11    | 31,50         | 12            | 33,20        | 7            | 28,00     | 1         |

|  | Qualifikation für das Finale |

#### Finale
| Land        | Namen                                     | Walzer | Walzer | Tango  | Tango | Wiener Walzer | Wiener Walzer | Slow Foxtrot | Slow Foxtrot | Quickstep | Quickstep |
| Land        | Namen                                     | Punkte | Rang   | Punkte | Rang  | Punkte        | Rang          | Punkte       | Rang         | Punkte    | Rang      |
| ----------- | ----------------------------------------- | ------ | ------ | ------ | ----- | ------------- | ------------- | ------------ | ------------ | --------- | --------- |
| Deutschland | Benedetto Ferruggia / Claudia Köhler      | 38,80  | 1      | 38,20  | 1     | 37,90         | 1             | 38,50        | 1            | 39,10     | 1         |
| Russland    | Sergey Konovaltsev / Olga Konovaltseva    | 37,40  | 2      | 37,80  | 2     | 37,20         | 2             | 37,20        | 2            | 37,80     | 2         |
| Italien     | Rosario Guerra / Grazia Benincasa         | 35,50  | 3      | 36,50  | 3     | 35,50         | 3             | 36,20        | 4            | 35,10     | 5         |
| Litauen     | Donatas Vezelis / Lina Chatkeviciute      | 35,20  | 4      | 35,50  | 4     | 35,50         | 3             | 36,60        | 3            | 35,90     | 3         |
| Polen       | Andrzej Sadecki / Karina Nawrot           | 34,10  | 5      | 34,60  | 6     | 34,90         | 5             | 34,90        | 5            | 35,20     | 4         |
| Bulgarien   | Salvatore Todaro / Violeta Yankova Yaneva | 33,80  | 6      | 35,20  | 5     | 34,10         | 6             | 34,20        | 6            | 34,90     | 6         |

#### Endplatzierung
| Platz | Nation              | Namen                                          |
| ----- | ------------------- | ---------------------------------------------- |
| 1     | Deutschland         | Benedetto Ferruggia / Claudia Köhler           |
| 2     | Russland            | Sergey Konovaltsev / Olga Konovaltseva         |
| 3     | Italien             | Rosario Guerra / Grazia Benincasa              |
| 4     | Litauen             | Donatas Vezelis / Lina Chatkeviciute           |
| 5     | Polen               | Andrzej Sadecki / Karina Nawrot                |
| 6     | Bulgarien           | Salvatore Todaro / Violeta Yankova Yaneva      |
| 7     | Lettland            | Andrejs Rogovenko / Anna Vorončuka             |
| 8     | Ukraine             | Volodymyr Lyatov / Veronika Myshko             |
| 9     | Israel              | Francesco Paris / Natalia Driker               |
| 10    | Tschechien          | Martin Dvořák / Zuzana Šilhánová               |
| 11    | Ungarn              | László Csaba / Páli Viktória                   |
| 12    | Kanada              | Patrick Rucinski / Ella Nusenbaum              |
| 13    | Slowakei            | Ľubomír Mick / Adriána Dindofferová            |
| 14    | Japan               | Masayuki Ishihara / Saori Ito                  |
| 15    | Frankreich          | Alexis Bergeon / Johanna Rivier                |
| 16    | Südkorea            | Park Seong Woo / Jo Su Bin                     |
| 17    | Vereinigte Staaten  | Yuriy Nartov / Yuliya Blagova                  |
| 18    | Portugal            | Sergio Correia da Costa / Ana Gomes de Almeida |
| 19    | Ecuador             | Christopher Mejía / Camila Arboleda            |
| 20    | Chile               | Leonardo Fuentes Vergara / Viviana Diaz Muñoz  |
| 21    | Mexiko              | David Castanon Perea / Dulce Osorno Llanos     |
| 22    | Trinidad und Tobago | Kaichou Gosine / Natasha Thomas                |
| 23    | Kolumbien           | Cesar Villan Pescador / Emely Vaca Rodriguez   |